# Tre Valli Varesine 2004
La Tre Valli Varesine 2004, ottantaquattresima edizione della corsa, si svolse il 17 agosto 2004 su un percorso di 197,9 km. La vittoria fu appannaggio del tedesco Fabian Wegmann, che completò il percorso in 5h02'12", precedendo l'italiano Danilo Di Luca e l'ucraino Volodymyr Duma.
Sul traguardo di Varese 55 ciclisti, sui 161 partiti da Campione d'Italia, portarono a termine la competizione.

## Ordine d'arrivo (Top 10)
| Pos. | Corridore            | Squadra                 | Tempo    |
| ---- | -------------------- | ----------------------- | -------- |
| 1    | Fabian Wegmann       | Team Gerolsteiner       | 5h02'12" |
| 2    | Danilo Di Luca       | Saeco                   | a 6"     |
| 3    | Volodymyr Duma       | Landbouwkrediet-Colnago | a 16"    |
| 4    | Filippo Simeoni      | Domina Vacanze          | s.t.     |
| 5    | Roberto Petito       | Fassa Bortolo           | a 21"    |
| 6    | Davide Rebellin      | Team Gerolsteiner       | a 27"    |
| 7    | Paolo Tiralongo      | Ceramiche Panaria       | s.t.     |
| 8    | Leonardo Bertagnolli | Saeco                   | s.t.     |
| 9    | Dario Frigo          | Fassa Bortolo           | s.t.     |
| 10   | Paolo Savoldelli     | T-Mobile Team           | s.t.     |